# 1996年12月逝世人物列表
1996年逝世人物列表：1月 - 2月 - 3月 - 4月 - 5月 - 6月 - 7月 - 8月 - 9月 - 10月 - 11月 - 12月
1996年12月逝世人物列表，是用於匯總1996年12月期間逝世人物的列表。

## 依日期排序

### 1日
- 彼得·布朗夫曼，67歲，加拿大商人和企業家[1]
- 艾倫·科爾德姆，90歲，澳大利亞網球運動員。
- 索尼婭·弗里奧，59歲，西班牙裔墨西哥女演員、歌手和舞蹈家。[2]
- 歐文·戈登，81歲，美國歌曲作家[3]
- 雅采克·古托夫斯基，36歲，波蘭舉重運動員。[4]
- 詹姆斯·雷德，77歲，美國政治家、作家。[5]
- 揚·G·瓦爾登斯特倫，90歲，瑞典醫生。

### 2日
- 朱爾斯·巴斯汀，63歲，比利時歌劇男低音。[6]
- 讓·杰羅姆·哈默，80歲，比利時羅馬天主教紅衣主教。[7]
- 邁克摩根，54歲，美國烤架足球運動員。[8]
- 瑪麗·陳納·雷迪，77歲，印度政治家。

### 3日
- 約翰·貝特曼，56歲，美國職業棒球大聯盟球員。[9]
- 乔治·杜比，77歲，法國歷史學家[10]
- 諾姆·豪瑟，80歲，美國賽車手。
- 巴布拉克·卡尔迈勒，67歲，阿富汗革命者和阿富汗總統[11]
- 索爾韋格·馮·舒爾茨，89歲，芬蘭作家、小說家和教師。

### 4日
- 哈羅德·查爾斯·悉尼·海倫，76歲，澳大利亞演員，喜劇演員和綜藝表演者，死於中風。
- 威拉德·派克，84歲，美國演員[12]
- 萊昂·波爾克·史密斯，90歲，美國畫家。[13]
- 艾伯特·溫塞繆斯，86歲，荷蘭經濟學家，死於肺炎。
- 安斯·沃特爾，67歲，荷蘭畫家、詩人和作家。[14]
- 揚·丘日克，72歲，捷克電影攝影師。[15]

### 5日
- 羅伯特·布魯爾，72歲，二戰期間的美國陸軍軍官。
- 威爾夫·卡特，91歲，加拿大鄉村和西方歌手，詞曲作者和約德爾勒[16]
- 卡爾·H·費爾，59歲，德國政治家。
- 克里夫·梅佩斯，74歲，美國棒球運動員。[17]
- 凱里·斯派塞，87歲，美式橄欖球和籃球運動員兼教練。
- 阿道夫·佈雷多·斯塔貝爾，88歲，挪威外交官。

### 6日
- 哈裡·巴布科克，66歲，美國橄欖球運動員。[18]
- 讓·貝索勒，87歲，法國畫家。[19]
- 維克多·布倫斯，92歲，德國作曲家和巴松管演奏家。
- 阿卜杜勒·哈米德·基什克，63歲，埃及傳教士、伊斯蘭教學者、活動家和作家。
- 羅伯特·李斯，74歲，美國語言學家。
- 瑞奇·歐文斯，57歲，美國歌手。
- 彼特·羅澤爾，70歲，美國國家橄欖球聯盟委員[20]

### 7日
- 何塞·多诺索，72歲，智利作家、記者和教授。[21]
- 約翰尼·霍爾，79歲，美國橄欖球運動員。[22]
- 阿里·哈塔米，52歲，伊朗電影導演、編劇、藝術總監和服裝設計師，死於胰腺癌。
- 朱塞佩·佩雷戈，81歲，義大利漫畫家。[23]
- 菲力浦·裡德，88歲，美國演員。[24]
- 理夏德·希姆恰克，51歲，波蘭足球運動員。[25]

### 8日
- 羅爾夫·布隆伯格，84歲，瑞典探險家、作家、攝影師和紀錄片製片人。[26]
- 熱那亞公爵歐金尼奧親王，90歲，義大利王子。
- 米格爾·巴斯克斯·貝納爾，56歲，墨西哥職業摔跤手，心臟病發作而死。
- 何塞·路易士·岡薩雷斯，70歲，波多黎各散文家、小說家和記者。[27]
- 傑克·H·赫克斯特，86歲，美國歷史學家。[28]
- 湯米·拉赫夫，86歲，澳大利亞足球運動員。
- 老約翰·蘭格洛特·勒布，94歲，美國投資者和高管。[29]
- 保琳·邁爾斯，83歲，美國女演員[30]
- 約翰尼·奧爾謝夫斯基，66歲，美國橄欖球運動員。[31]
- 霍華德·羅林斯，46歲，美國演員[32]
- 多蘿西·施羅德，68歲，美國棒球運動員，死於顱內動脈瘤。
- 馬林·索雷斯庫，60歲，羅馬尼亞詩人、劇作家和小說家[33]
- 柏戶剛，58歲，日本相撲選手，死於肝功能衰竭。

### 9日
- 瓊·卡爾森，72歲，美國女演員，動脈瘤。[34]
- 帕蒂·多納休，40歲，美國新浪潮組合The Waitresses的歌手，死於肺癌。
- 李錡柱，70歲，韓國足球運動員。
- 瑪麗·李奇，83歲，英國古人類學家。[35]
- 戴安娜·摩根，88歲，英國劇作家和編劇。[36]
- 阿蘭·波赫，87歲，法國政治家。[37]
- 艾弗·羅伯茲-瓊斯，83歲，英國雕塑家。
- 拉斐爾·撒母耳，61歲，英國馬克思主義歷史學家和知識份子。[38]
- 伍迪·伍達德，79歲，美國橄欖球運動員和教練，籃球教練，田徑教練，大學體育管理員。

### 10日
- 雅科夫·布拉泽维奇，84歲，克羅埃西亞律師和政治家。
- 約翰·達菲，62歲，美國藍草音樂家[39]
- 約翰·普萊斯，83歲，丹麥電影演員和導演，丹麥編劇亞當·普萊斯的父親。
- 里查·夏爾馬，32歲，印度女演員。
- 埃裡克·韋伯，76歲，英格蘭足球運動員和經理。
- 法倫·楊，64歲，美國鄉村音樂製作人、歌手和詞曲作者[40]

### 11日
- 胡安·卡洛斯·巴比里，64歲，阿根廷演員。
- 德斯·布斯，76歲，澳大利亞政治家。
- 查理斯·漢密爾頓，82歲，美國古文字學家、筆跡專家和作家。
- 威利·拉什頓，59歲，英國漫畫家、喜劇演員和演員[41]
- 鄧肯·史密斯，82歲，二戰期間英國皇家空軍飛行王牌。
- 瑪麗-克勞德·韋揚-庫圖里爾，84歲，法國攝影記者和政治家[42]

### 12日
- 拉裡·蓋茨，81歲，美國演員[43]
- 喬治·朱蒙維爾，79歲，美國職業棒球大聯盟球員。[44]
- 布克斯·瑪萊，68歲，南非橄欖球運動員。
- 萬斯·帕卡德，82歲，美國記者、社會評論家和作家。[45]

### 13日
- 瓦希德·阿赫塔爾，62歲，印度詩人、作家、評論家、穆斯林學者和哲學家。
- 梅·巴恩斯，89歲，美國爵士樂歌手、舞蹈家和喜劇藝人。[46]
- 愛德華·比利申，76歲，英國作家和廣播員。[47]
- 詹姆斯·卡塞爾，89歲，英國陸軍軍官。
- 弗朗西斯科·加布里埃利，92歲，意大利阿拉伯學家。[48]
- 阿瑟·雅各布斯，74歲，英國音樂評論家和音樂學家。
- 尤拉斯·皮科克，82歲，美國短跑運動員[49]
- 克拉倫斯·維杰瓦德納，53歲，斯里蘭卡歌手、作曲家和音樂家[50]
- 曹禺，86歲，中國劇作家。[51]

### 14日
- 約翰·克雷文，49歲，英格蘭足球運動員[52]
- 霍華德·B·凱克，83歲，美國商人，純種賽馬擁有者和飼養員。[53]
- 安迪·麥克拉倫，74歲，蘇格蘭足球運動員。
- 加斯頓·米龍，68歲，法裔加拿大作家。[54]

### 15日
- 道恩·克羅斯比，33歲，美國重金屬歌手，因藥物濫用導致肝功能衰竭而死。
- 朱塞佩·多塞蒂，83歲，意大利法學家、政治家和天主教神父。[55]
- 戴夫·凱，90歲，英國鋼琴家。[56]
- 哈里·凱梅爾曼，88歲，美國懸疑小說作家、英語教授[57]
- 特里斯坦·科里斯，50歲，荷蘭作曲家。
- 阿達爾貝托·洛佩斯，73歲，墨西哥足球運動員。
- 勞倫斯·范德波斯特，90歲，南非南非荷蘭語作家、農民、記者、哲學家、探險家和自然資源保護主義者。[58]

### 16日
- 昆汀·貝爾，86歲，英國傳記作家和藝術史學家。[59]
- 斯文·贝里奎斯特，82歲，瑞典足球和冰球運動員。
- 喬治·M·鐘斯，85歲，美國陸軍準將。
- 多洛雷斯·梅迪奧，85歲，西班牙作家。
- 卡洛·雷古佐尼，88歲，意大利足球運動員。[60]
- 亞瑟·肖爾斯，92歲，美國民權律師。[61]

### 17日
- 阿曼多，26歲，美國浩室音樂製作人和DJ[62]
- 韋恩·巴羅，84歲，美國古典音樂作曲家。[63]
- 李翰祥，70歲，中國電影導演[64]
- 約翰內斯·凱撒，60歲，德國短跑運動員。
- 阿德里安·馬斯，89歲，荷蘭水手和奧運選手。[65]
- 勞里·米勒，73歲，紐西蘭板球運動員。
- 魯比·穆雷，61歲，北愛爾蘭歌手和女演員[66]
- 喬治·普範，94歲，美國橄欖球運動員和教練。
- 伊利亞斯·塞奇金，78歲，土耳其政治家。
- 斯坦科·托多罗夫，76歲，保加利亞共產主義政治家。
- 孙耀庭，92歲，中國末代皇室太監。

### 18日
- 歐文·凱撒，101歲，美國作詞家和戲劇作曲家。[67]
- 查理斯·迪頓，75歲，美國建築師。[68]
- 格威利姆·休·路易斯，99歲，第一次世界大戰期間的英國飛行王牌。
- 艾斯山，58歲，庫爾德歌手。
- 蘇里亞坎塔姆，72歲，印度女演員。

### 19日
- 鮑比·科爾，64歲，美國音樂家[69]
- 特德·達林，61歲，加拿大體育節目主持人
- 埃文德·漢森，72歲，丹麥短距離皮划艇運動員。[70]
- 羅納德·霍華德，78歲，英國演員和作家。[71]
- 阿马塔·卡布阿，68歲，馬紹爾群島總統（1979-1996）。[72]
- 尤里·哈里顿，92歲，俄羅斯核物理學家。[73]
- 馬切洛·馬斯楚安尼，72歲，義大利演員[74]

### 20日
- 梅裡奧·貝蒂娜，80歲，美國拳擊手。
- 奧斯瓦爾多·里拉，92歲，智利牧師、哲學家和神學家。
- 他金·倫，82歲，緬甸政治家、工會會員、作家和記者。
- 查理斯·莫頓，80歲，美國賽車手和奧運選手。[75]
- 卡尔·萨根，62歲，美國天文學家，天體物理學家和作家[76]

### 21日
- 凱爾·阿雷斯庫格，90歲瑞典奧運短跑運動員。[77]
- 克莉絲蒂娜·布魯克納，75歲，德國作家。
- 克拉倫斯·戈斯，84歲，加拿大政治家。
- 巴里·格雷，80歲，美國電臺名人，被譽為“談話電臺之父”。
- 卡爾曼·哈扎伊，83歲，匈牙利水球運動員。[78]
- 瑪格麗特·雷伊，90歲，德裔美國兒童作家和插畫家[79]
- 阿爾弗雷德·托內洛，67歲，法國自行車賽車手。[80]

### 22日
- 奧斯卡·阿連德，87歲，阿根廷政治家。
- 瑪麗亞·巴圖索娃，60歲，斯洛伐克雕塑家。
- 妮莉·杜根，73歲，愛爾蘭蓋爾足球運動員。
- 弗雷德·格林，63歲，美國棒球運動員。[81]
- 蔣孝勇，48歲，臺灣政治家，死於食道癌。
- 唐·米德，83歲，美國全國冠軍騎師。
- 伊戈爾·奧伯伯格，89歲，出生於俄羅斯帝國的德國電影攝影師。[82]

### 23日
- 阿拉姆·卡拉馬努基安，86歲，敘利亞陸軍中將、政治家和作家。
- 麗娜·凱蒂，85歲，意大利歌手。[83]
- 維森特·岡薩雷斯·利鬆多，54歲，西班牙政治家，心臟病發作而死。
- 米恰·波波維奇，73歲，塞爾維亞藝術家。[84]
- 羅尼·斯科特，69歲，英國爵士、男高音薩克斯管演奏家和爵士俱樂部老闆[85]
- 瑪麗亞·克里斯蒂娜，85歲，西班牙公主[86]
- 埃姆里斯·托马斯，96歲，威爾士社會主義政治家。
- 索菲·托斯卡納·杜·普朗蒂埃，39歲，法國電視製片人，被毆打致死。

### 24日
- 阿爾·阿代爾，67歲，加拿大政治家和棒球運動員，心臟病發作而死。
- 土井武夫，92歲，日本飛機設計師。
- 倫納德·費爾斯通，89歲，美國商人、外交官和慈善家。[87]
- 鮑比·羅賓森，46歲，蘇格蘭足球運動員。[88]
- 阮友壽，86歲，越南革命家和政治家。[89]
- 米蘭·瓦索耶維奇，63歲，塞爾維亞籃球教練。

### 25日
- 李·亞歷山大，69歲，美國政治家[90]
- 托尼·道克薩，84歲，美國橄欖球運動員、電影製片人和戶外運動愛好者。
- 羅傑·杜謝納，90歲，法國演員。[91]
- 比爾·休伊特，68歲，加拿大體育節目主持人，心臟病發作而死。
- 比爾·奧斯曼斯基，80歲，美國橄欖球運動員和教練。[92]
- 阿爾·肖特爾科特，69歲，美國新聞主播和記者，癌症。
- 蘇·貝利·瑟曼，93歲，美國作家、歷史學家和民權活動家。
- 克萊頓·託內梅克，68歲，美國橄欖球運動員。[93]
- 哈里·沃森，92歲，紐西蘭自行車運動員。[94]
- 奧古斯特·溫辛格，91歲，瑞士音樂家和指揮家。[95]

### 26日
- 納西斯·朱巴尼·阿爾瑙，83歲，西班牙天主教紅衣主教。[96]
- 雷·布雷，79歲，美國橄欖球運動員。
- 邁克爾·布魯諾，64歲，以色列經濟學家[97]
- 弗蘭克·埃德溫·埃格勒，85歲，美國植物生態學家。[98]
- 弗蘭克·利貝爾，77歲，美國國家橄欖球聯盟球員。[99]
- 米莎·馬霍瓦爾德，33歲，美國計算神經科學家，自殺身亡。
- 琼贝妮特·拉姆齐，6歲，美國兒童選美皇后，絞窄和顱腦外傷窒息而死。
- 莫里斯·夏皮羅，83歲，美國投資銀行家和國際象棋大師。
- 奧勒·坦德伯格，78歲，瑞典拳擊手。[100]

### 27日
- 吉恩·布拉本德，55歲，美國職業棒球大聯盟投手[101]
- 瑪麗·席琳·法森邁爾，90歲，美國數學家。
- 約翰尼·赫茨曼，60歲，美國藍調音樂家和詞曲作者[102]
- 加布里埃爾·盧瓦爾，92歲，法國法國彩色玻璃藝術家。
- 朱利安·馬特奧斯，58歲，西班牙演員和電影製片人[103]
- 庫爾克內·梅扎杜里安，88歲，亞美尼亞活動家。
- 尼古拉·米利塔鲁，71歲，羅馬尼亞士兵和共產主義政治家，死於癌症。
- 尼爾·奧唐納，82歲，美國籃球運動員。[104]
- 胡安·何塞·奧爾特加，92歲，墨西哥電影導演、製片人和編劇。[105]
- 薩爾馬德·辛迪，35歲，巴基斯坦民謠歌手和詞曲作者，死於交通事故。
- 讓-克洛德·特拉蒙，62歲，比利時電影導演。[106]

### 28日
- 愛德華·卡爾法尼奧，89歲，美國擊劍運動員和藝術總監，奧斯卡獎得主（1953年，1954年，1960年）。
- 費德·德雷爾，83歲，美國橄欖球運動員。[107]
- 凱薩琳·波拉克·埃利克森，91歲，美國勞動經濟學家。[108]
- 愛德華·傑拉德·赫廷格，94歲，美國羅馬天主教神職人員和主教。
- 安尼克·謝夫拉齊安，86-87歲，伊朗亞美尼亞女演員。

### 29日
- 阿爾瑪·伯克，79歲，英國記者和政治家。
- 彭納爾·戴維斯，85歲，英國作家。[109]
- 米雷耶·哈圖奇，90歲，法國歌手、作曲家和演員。[110]
- 瑪格麗特·赫比森，89歲，蘇格蘭政治家，死於癌症。
- 傑里·奈特，44歲，美國R&B歌手兼貝斯手，死於癌症。
- 多蘿西·利夫賽，87 歲，加拿大詩人。[111]
- 丹尼爾·梅耶，87歲，法國政治家、法國抵抗運動成員。[112]
- 羅伯特·J·莫里斯，82歲，美國反共活動人士[113]
- 瓦西里·伊里奇·米赫利克，74歲，蘇聯空軍飛行員，蘇聯英雄。
- 湯姆·佩迪，83歲，美國演員。
- 吉諾·西寧貝吉，83歲，意大利歌劇演員。[114]
- 奧斯瓦爾德·塞梅雷尼，83歲，匈牙利語言學家。[115]

### 30日
- 波基·艾倫，53歲，美國橄欖球運動員兼教練。
- 盧·艾爾斯，88歲，美國演員[116]
- 盧·巴爾，80歲，美國籃球運動員。
- 埃裡克·海伯格，80歲，挪威水手和奧運獎牌得主。[117]
- 傑克·南斯，53歲，美國演員[118]
- 列夫·奧沙寧，84歲，俄羅斯詩人、劇作家和作家。
- 布魯姆·平尼格，94歲，印度曲棍球運動員。[119]
- 基思·沃克，61歲，美國作家，電影製片人，演員[120]

### 31日
- 韋斯利·阿迪，83歲，美國演員。[121]
- 安妮·杜考，88歲，法國女演員。[122]
- 山姆·納倫，83歲，美國棒球運動員和教練。[123]
- 邁克爾·羅伯茨，88歲，英國近代瑞典歷史學家。[124]
- 溫斯頓·P·威爾遜，85歲，美國空軍少將。[125]